# Cidamón
Cidamón település Spanyolországban, La Rioja autonóm közösségben. Cidamón Bañares, San Torcuato, Hervías, Castañares de Rioja, Zarratón és Rodezno községekkel határos. Lakosainak száma 17 fő (2024).

## Népesség
A település népessége az elmúlt években az alábbi módon változott:
| Lakosok száma | 40   | 35   | 38   | 36   | 32   | 29   | 24   | 25   | 23   | 17   |
|               | 2001 | 2004 | 2007 | 2009 | 2012 | 2014 | 2017 | 2019 | 2022 | 2024 |